# Robert Hadley
Robert Hadley (russisch Роберт Гардлий; * etwa 1670; † nach 1730) war ein englisch-russischer Schiffbauer.

## Leben
Hadley trat 1704 als Schiffbau-Untermeister in den russischen Dienst. Bis 1713 arbeitete er mit einem Jahresgehalt von 100 Pfund Sterling und 100 Rubel auf den Werften der Woronescher und der Kasaner Admiralität unter der Leitung des englischen Schiffbau-Meisters Richard Cosenz. Er wurde  nach Nowaja Ladoga geschickt, um sich auf der dortigen Werft am Bau von 10 Kasaner Strugi und 37 Tjalken zu beteiligen.
Im Frühsommer 1713 wurde Hadley nach Kasan versetzt, um Schiffbauteile für den Bau von Linienschiffen auf der St. Petersburger Admiralitätswerft herzustellen, die auf dem Wyschni-Wolotschok-Wasserweg nach St. Petersburg befördert wurden. Im Juli 1713 berichtete er persönlich Peter I. über den Holztransport und bat um Material für Segel. 1715 baute er bei Kasan 8- und 10-Riemen-Slups. Im Januar 1716 wurden einige dieser Slups auf Schlitten nach St. Petersburg gebracht. Im Februar 1716 erhielt er zu seinem Jahresgehalt von 400 Rubel eine Zulage von 100 Rubel.
Im Dezember 1718 bat Hadley in einem Brief an Peter I. um eine Rangerhöhung. Darauf beauftragte ihn Peter I. mit dem Bau neuer Schiffe in Kasan und ließ ihm vom Kasaner Wojewoden Nikita Kudrjawzew zwei Zeichnungen von Schuten aushändigen. Im Januar 1719 folgte die Ernennung zum Schiffbau-Meister neben den bisherigen 8 Schiffbau-Meistern in Russland. Im August 1719 legte er auf der Werft der Kasaner Admiralität die Yacht Espérance auf Kiel, die 1720 von Stapel lief. Dazu baute er 7 Segelschuten für die Flussschifffahrt. 1720 folgte Peters I. Yacht Plaisir. Für die Fertigstellung der Plaisir wurden im Februar 1722 zur Verstärkung Meister W. Schipilow, 6 Zimmerleute und 6 Schnitzer aus St. Petersburg nach Kasan geschickt. Peter I. fuhr dann auf der Plaisir im Persischen Feldzug.
Hadley wurde 1724 wegen anstößiger Worte gegen  den Herrscher verklagt. Die anschließende Untersuchung ergab die Haltlosigkeit der Klage. In den Jahren 1724–1727 baute er 20 Schärenboote und 15 Heckboote. Der nach Kasan geschickte Schout-bij-nacht Iwan Senjawin begutachtete Hadleys Heckboote ausgesprochen positiv. 1727 fertigte Hadley drei Heckboot-Zeichnungen an und bot sich für deren Bau an, was nicht akzeptiert wurde.
Im August 1727 wurde Hadley nach St. Petersburg versetzt, so dass er zusammen mit Richard Rams, der zur Beschaffung von Schiffsholz nach Kasan geschickt worden war, Kasan verließ. Im Februar 1728 wurde Hadley wieder zur Kasaner Admiralität geschickt. 1730 wurde er aus dem Dienst entlassen. Sein weiteres Schicksal ist unbekannt.